# エフゲーニー・バウエル
エフゲーニー・フランツェヴィチ・バウエル（ロシア語: Евгений Францевич Бауэр, ラテン文字転写: Evgenii Frantsevich Bauer, 1865年 - 1917年6月22日）は、ロシア帝国（現在のロシア）の映画監督、脚本家、舞台美術家である。レフ・クレショフの師として知られるロシア映画黎明期の巨匠である。エフゲーニー・アンチャロフ（Евгений Анчаров）の別名がある。

## 人物・来歴
1865年、ロシア帝国（現在のロシア）のモスクワに生まれる。父はチェコ系の音楽家フランツ・バウエル、母はオペラ歌手、姉は女優であった。
1887年、モスクワ美術大学を卒業、新聞に風刺画を描く仕事を得た。写真美術家として名を成した後に、演劇界に入り、演劇プロデューサー、舞台美術家となった。1890年代に女優・舞踊家のリーナ・アンチャローヴァと結婚、第一次世界大戦中は「アンチャローヴァ」の男性姓を用いて「エフゲーニー・アンチャロフ」と名乗った。戦時に「バウエル」は「あまりにゲルマン的」な名であったからだ。
1913年、48歳になるころ、アレクサンドル・ドランコフの映画会社が製作した44分のサイレント映画『ロマノフ家の三百年』に美術装置家として参加することで、映画界に入った。同年、ピョートル・チャルディニンとの共同監督作『伯父のアパート』 で、初めて映画を監督した。
1917年、アレクサンドル・ハンジョンコフとともに、ロシア帝国（現在のウクライナ）内のクリミア半島のヤルタの新しい撮影所に移り、若い俳優のレフ・クレショフとともに『幸福を求めて』の撮影を開始した。バウエルは撮影現場で脚を骨折し、次作の『パリの王者』は座ったまま演出せざるを得なくなった。
バウエルは肺炎を患い、その合併症で、二月革命後、ロシア臨時政府成立前の1917年6月22日、同地のヤルタ病院で死去した。満51-52歳没。遺作となった『パリの王者』は、女優のオルガ・ラフマノヴァが完成させた。

## おもなフィルモグラフィ
- 『ロマノフ家の三百年』 Трёхсотлетие дома Романовых : 1913年 - 美術装置
- 『伯父のアパート』 Дядюшкина квартира : 共同監督ピョートル・チャルディニン、1913年 - 監督
- 『死の中の生』 Жизнь в смерти : 1914年 - 監督
- 『死後』 После смерти : 1915年 - 監督
- 『人生のための人生』 Жизнь за жизнь : 1916年
- 『瀕死の白鳥』 Умирающий лебедь : 1917年 - 監督
- 『革命家』 Революционер : 1917年 - 監督
- 『警鐘』 Набат : 1917年 - 監督
- 『幸福を求めて』 За счастьем : 1917年 - 監督
- 『パリの王者』 Король Парижа : 共同監督オルガ・ラフマノヴァ、1917年 - 監督

## 関連事項
- モスクワ美術大学（Moscow School of Painting, Sculpture and Architecture）
- ピョートル・チャルディニン （en:Pyotr Chardynin）
- アレクサンドル・ハンジョンコフ （en:Aleksandr Khanzhonkov）